# Brzustów (województwo mazowieckie)
Brzustów (do 14 lutego 2002 Brzóstów; dawniej też Babie Góry) – wieś sołecka w Polsce położona w województwie mazowieckim, w powiecie kozienickim, w gminie Garbatka-Letnisko.
| SIMC    | Nazwa     | Rodzaj    |
| ------- | --------- | --------- |
| 0618585 | Cyganówka | część wsi |
| 0618591 | Żytkowice | część wsi |

W latach 1975–1998 miejscowość administracyjnie należała do województwa radomskiego.
Wierni kościoła rzymskokatolickiego należą do parafii św. Maksymiliana Kolbego w Bogucinie.

## Historia
Na początku I wojny światowej (jesienią 1914 roku) puszcza kozienicka stała się widownią długotrwałych walk.
W czasie tzw. operacji dęblińskiej w rejonie Laski-Anielin walczyły oddziały Legionów Polskich, dowodzone przez brygadiera Józefa Piłsudskiego.
W dniu 22 października II batalion Legionów dowodzony przez mjr Edwarda Rydza-Śmigłego stoczył w lasach w pobliżu wsi Anielin zacięty i krwawy bój z trzema batalionami rosyjskimi.
Natomiast w dniach 22–26 października 1914 roku oddział 1 p.p Legionów działający w składzie 46 austriackiej dywizji obrony krajowej toczył ciężkie walki z wojskami rosyjskimi pod wsią Laski.
W 1933 roku wzniesiono pomnik-mauzoleum ku czci poległych legionistów, przenosząc w jedno miejsce szczątki z rozrzuconych po okolicy mogił, do zbiorowego grobu w Brzustowie. Pomnik znajduje się w pobliżu torów kolejowych stacji kolejowej Żytkowice.
W Brzustowie w 1851 urodził się Jan Chełmiński – polski malarz.
15 lutego 2002 nastąpiła zmiana nazwy z Brzóstów na Brzustów.